# Zumarraga (Samar)
Zumarraga è una municipalità di quinta classe delle Filippine, situata nella Provincia di Samar, nella regione di Visayas Orientale.
Zumarraga è formata da 25 baranggay:
- Alegria
- Arteche
- Bioso
- Boblaran
- Botaera
- Buntay
- Camayse
- Canwarak
- Ibarra
- Lumalantang
- Macalunod
- Maga-an
- Maputi

- Marapilit
- Monbon
- Mualbual
- Pangdan
- Poblacion 1 (Barangay 1)
- Poblacion 2 (Barangay 2)
- Poro
- San Isidro
- Sugod
- Talib
- Tinaugan
- Tubigan